# Sjtje ne vmerla Ukraina
Sjtje ne vmerla Ukrajina (ukrainska: Ще не вмерла Україна) på svenska känd som Ännu lever Ukraina är Ukrainas nationalsång. Sången är skriven av Pavlo Tjubinskyj 1862 musiken är skriven av Michail Verbitskij. Den antogs i och med självständigheten år 1992.

## Historik
Texten författades hösten 1862 (publicerad 1863; med noter 1865) av den ukrainske etnografen, folkloristen och poeten Pavlo Tjubinskyj (musik av Michail Verbitskij) och betyder "Än har inte Ukraina dött" vilket är en tydlig parafras till den polska nationalsången "Mazurek Dąbrowskiego" vars text lyder "Jeszcze Polska nie zginęła" (översatt "Än är Polen ej förlorat"). Det finns tydliga tecken på att den ukrainska nationalsången har inspirerats av polackerna under 1800-talet då Polen var ett ryskt lydrike.
Sången användes 1917 som Ukrainas nationalsång, men lagfästes inte i lagen. Andra nationalsånger användes parallellt. Texten finns i några olika varianter. Första textraden lydde ursprungligen som sångens titel, med Ukrajina i nominativ, men har senare ändrats till genitivformen Ukrajiny (України), eftersom det som ännu ej har dött är Ukrainas ära och frihet (i slava i volja). Den 15 januari 1992 spikades till slut denna sång som Ukrainas officiella nationalsång, med sin nuvarande text. Lagen förnyades 2003.

## Sångtext
| Officiell text på ukrainska | Svensk transkription | IPA transkription |
| --- | --- | --- |
| Första versen | | |
| Ще не вмерла України і слава, і воля, Ще нам, браття молодії, усміхнеться доля. Згинуть наші воріженьки, як роса на сонці. Запануєм і ми, браття, у своїй сторонці. | Sjtje ne vmerla Ukrajiny, i slava, i volja, Sjtje nam, brattja molodiji, usmichnetsia dolja. Zhynut nasji vorizjenky, jak rosa na sontsi, Zapanujem i my, brattja, u svojij storontsi. | [ʃt̪ʃɛ n̪ɛ ˈu̯mɛrlɐ ʊkrɐˈjin̪ɪ \| i ˈslɑβ̞ɐ \| i ˈwɔlʲɐ ‖] [ʃt̪ʃɛ n̪ɑm \| ˈbrɑtʲːɐ moloˈd̪ʲiji \| ʊs̪mʲixˈn̪ɛtʲs̪ʲɐ ˈd̪ɔlʲɐ ‖] [ˈz̪ɦɪn̪ʊtʲ ˈn̪ɑʃi worʲiˈʒɛn̪ʲkɪ \| jɑk roˈs̪ɑ n̪ɑ ˈs̪ɔn̪t̪s̪ʲi \|] [z̪ɐpɐˈn̪ujem i mɪ \| ˈbrɑtʲːɐ \| u s̪woˈjij s̪t̪oˈrɔn̪t̪s̪ʲi ‖] |
| Refräng (x2) | | |
| Душу й тіло ми положим за нашу свободу, І покажем, що ми, браття, козацького роду. 𝄇                                                                                | Dusju j tilo my polozjym za nasju svobodu, I pokazjem, sjtjo my, brattja, kozatskoho rodu.                                                                                             | [ˈd̪uʃʊj ˈtʲilo mɪ poˈlɔʒɪm z̪ɑ ˈn̪ɑʃʊ s̪woˈbɔd̪ʊ \|] [i poˈkɑʒem \| ʃt̪ʃɔ mɪ \| ˈbrɑtʲːɐ \| koˈz̪ɑt̪s̪ʲkoɦo ˈrɔd̪ʊ ‖] |

| Svenska översättningen av Alfred Jensen |
| --- |
| Ännu lever Ukraina, ej dess ära fläckas. Och för våra unga bröder frihetshopp ej gäckas. Liksom dagg för solens strålar, fienderna smälta. Vi på egen jord från skuldran träldomsoket välta. Refräng (x2)Liv och själ vi för frihet vilja offra gärna, och som bröder, som kosacker dyra arvet värna. |